# Zhongjianichthys rostratus
Lo zhongjianittide (Zhongjianichthys rostratus) è un cordato estinto, forse appartenente ai vertebrati. Visse nel Cambriano inferiore (circa 525 - 520 milioni di anni fa) e i suoi resti fossili sono stati ritrovati in Cina.

## Descrizione
Questo animale era lungo circa cinque centimetri e possedeva un corpo allungato e sottile. Al contrario della condizione di altri cordati arcaici come Cathaymyrus, gli occhi non erano in posizione terminale sul capo ma erano dietro a un lobo anterodorsale di forma allungata. Sembra che Zhongjianichthys non fosse dotato di mascelle. Era inoltre privo di scaglie ma probabilmente possedeva una pelle spessa; ciò è stato dedotto perché, al contrario di altri cordati arcaici come Myllokunmingia, non sono state trovate impronte di miomeri nei fossili di Zhongjianichthys. Si suppone quindi che questo animale fosse dotato di strati multipli di cellule, come nelle lamprede o nelle missine. Era inoltre presente una singola pinna ventrale lunga e bassa, che percorreva gran parte della lunghezza del corpo.

## Classificazione
Zhongjianichthys rostratus venne descritto per la prima volta nel 2003, sulla base di fossili ritrovati nella zona di Haikou, nei pressi di Kunming (Cina). È considerato un possibile vertebrato arcaico, e uno dei più antichi vertebrati conosciuti. Anche se Zhongjianichthys è considerato più derivato rispetto ad altri cordati basali come Myllokunmingia o Cathaymyrus a causa degli occhi in posizione arretrata e della pelle più spessa, non è detto che questo animale fosse direttamente ancestrale ai vertebrati odierni; queste caratteristiche, infatti, potrebbero essere state acquisite indipendentemente (convergenza evolutiva). 

## Paleoecologia
Le pinne ridotte di Zhongjianichtys indicano che questo animale potrebbe essere stato un abitante dei fondali e che non fosse un buon nuotatore. Questo fatto potrebbe aver contribuito all'evoluzione di una pelle più spessa come protezione dai predatori. 